# منغ يان
منغ يان (بالصينية: 孟岩) هو منافس ألعاب قوى صيني، ولد في 30 سبتمبر 1980.

## وصلات خارجية
- منغ يان على موقع الاتحاد الدولي لألعاب القوى (الإنجليزية)
- منغ يان على موقع أوليمبيديا (الإنجليزية)
- منغ يان على موقع اللجنة الأولمبية الصينية (الإنجليزية)